# Pleiocraterium verticillare
Pleiocraterium verticillare är en måreväxtart som först beskrevs av Nathaniel Wallich, Robert Wight och George Arnott Walker Arnott, och fick sitt nu gällande namn av Cornelis Eliza Bertus Bremekamp. Pleiocraterium verticillare ingår i släktet Pleiocraterium och familjen måreväxter. Inga underarter finns listade i Catalogue of Life.